# Marija Sinej
Marija Oleksandriwna Sinej (ukrainisch Марія Олександрівна Сіней, engl. Transkription Mariya Oleksandrivna Siney; * 29. März 1997) ist eine ukrainische Leichtathletin, die sich auf den Dreisprung spezialisiert hat.

## Sportliche Laufbahn
Erste internationale Erfahrungen sammelte Marija Sinej beim Europäischen Olympischen Jugendfestival (EYOF) 2013 in Utrecht, bei dem sie im Dreisprung keinen gültigen Versuch zustande brachte. 2016 schied sie bei den U20-Weltmeisterschaften in Bydgoszcz mit 12,53 m in der Qualifikation aus und 2018 belegte sie bei den Balkan-Meisterschaften in Stara Sagora mit 13,02 m den siebten Platz. 2020 wurde sie bei den Balkan-Hallenmeisterschaften in Istanbul mit 13,05 m Fünfte und im Jahr darauf erreichte sie bei den Balkan-Hallenmeisterschaften ebendort mit 13,19 m Rang sechs. 2022 belegte sie dann bei den Balkan-Meisterschaften in Craiova mit 13,77 m den fünften Platz und im Jahr darauf gelangte sie bei den Balkan-Meisterschaften in Kraljevo mit 13,25 m auf Rang acht. Anschließend schied sie bei den Weltmeisterschaften in Budapest mit 13,38 m in der Qualifikationsrunde aus. 2024 brachte sie bei den Europameisterschaften in Rom in der Vorrunde keinen gültigen Versuch zustande und im Jahr darauf verpasste sie bei den Halleneuropameisterschaften in Apeldoorn mit 13,56 m den Finaleinzug. Kurz darauf gelangte sie bei den Hallenweltmeisterschaften in Nanjing mit 13,58 m auf den zehnten Platz.
2023 wurde Sinej ukrainische Meisterin im Dreisprung im Freien sowie 2020, 2021 und 2025 in der Halle.